# Episodi di Mystery Science Theater 3000 (quinta stagione)
La quinta stagione della serie televisiva Mystery Science Theater 3000 è stata trasmessa in anteprima negli Stati Uniti d'America dalla Comedy Central tra il 6 giugno 1992 e il 30 gennaio 1993.
| nº | Titolo originale                                                                               | Titolo italiano                | Prima TV USA      | Prima TV Italia |
| -- | ---------------------------------------------------------------------------------------------- | ------------------------------ | ----------------- | --------------- |
| 1  | Space Travellers                                                                               |                                | 6 giugno 1992     |                 |
| 2  | The Giant Gila Monster                                                                         |                                | 13 giugno 1992    |                 |
| 3  | City Limits                                                                                    |                                | 20 giugno 1992    |                 |
| 4  | Teenagers from Outer Space                                                                     |                                | 27 giugno 1992    |                 |
| 5  | Being from Another Planet                                                                      |                                | 4 luglio 1992     |                 |
| 6  | Attack of the Giant Leeches (con il corto Undersea Kingdom, Part 1: "Beneath the Ocean Floor") |                                | 18 luglio 1992    |                 |
| 7  | The Killer Shrews                                                                              |                                | 25 luglio 1992    |                 |
| 8  | Hercules Unchained                                                                             |                                | 1º agosto 1992    |                 |
| 9  | Indestructible Man (con il corto Undersea Kingdom, Part 2: "The Undersea City")                |                                | 15 agosto 1992    |                 |
| 10 | Hercules Against the Moon Men                                                                  |                                | 22 agosto 1992    |                 |
| 11 | The Magic Sword                                                                                |                                | 29 agosto 1992    |                 |
| 12 | Hercules and the Captive Women                                                                 |                                | 12 settembre 1992 |                 |
| 13 | Manhunt in Space (con il corto General Hospital, first installment)                            |                                | 19 settembre 1992 |                 |
| 14 | Tormented                                                                                      |                                | 26 settembre 1992 |                 |
| 15 | The Beatniks (con il corto General Hospital, secondo installment)                              |                                | 26 novembre 1992  |                 |
| 16 | Fire Maidens of Outer Space                                                                    |                                | 26 novembre 1992  |                 |
| 17 | Crash of Moons (con il corto General Hospital, terzo installment)                              |                                | 28 novembre 1992  |                 |
| 18 | Attack of the Eye Creatures                                                                    |                                | 5 dicembre 1992   |                 |
| 19 | The Rebel Set (con il corto Johnny at the Fair)                                                |                                | 12 dicembre 1992  |                 |
| 20 | The Human Duplicators                                                                          |                                | 26 dicembre 1992  |                 |
| 21 | Monster a Go-Go (con il corto Circus on Ice)                                                   |                                | 9 gennaio 1993    |                 |
| 22 | The Day the Earth Froze (con il corto Here Comes the Circus)                                   |                                | 16 gennaio 1993   |                 |
| 23 | Bride of the Monster                                                                           | (con il corto Hired!, Parte 1) | 23 gennaio 1993   |                 |
| 24 | Manos: The Hands of Fate (con il corto Hired!, Parte 2)                                        |                                | 30 gennaio 1993   |                 |